# Hellboy
Hellboy je fiktivní postava paranormálního vyšetřovatele z komiksů firmy Dark Horse Comics. Postavu vytvořil komiksový tvůrce Mike Mignola a poprvé ji představil v roce 1993. Od té doby vyšlo s tímto hrdinou několik desítek kreslených i psaných příběhů, byly natočeny tři stejnojmenné celovečerní filmy, vytvořeny animované filmy a počítačové hry.

## Fiktivní životopis
Hellboy, vlastním jménem Anung un Rama (Zvěstovatel apokalypsy), je vlastně démon (podle filmu syn samotného Satana) byl vyvolán z pekla nacistickými okultisty v závěru druhé světové války, aby zničil svět. Byl ale jako malý démon objeven Spojenci a vychován profesorem Trevorem Bruttenholmem, zakladatelem amerického Úřadu pro výzkum paranormálních jevů. Vyrostl v mohutného démona s červenou kůží, ocasem a dlouhými rohy (které si však brousí a pravidelně piluje, aby vypadal "normálně") a jednou kamennou rukou. Je považován za nejúspěšnějšího agenta Úřadu, nicméně jeho osudem stále zůstává zkáza světa.

## Zajímavosti
Podle této postavy získal svoji přezdívku rohatý dinosaurus (ceratopsid) Regaliceratops peterhewsi, vědecky popsaný v roce 2015. Jeho výzdoba lebečního límce totiž "hellboye" poněkud připomíná.

## Seznam knih vydaných v češtině
Kromě vlastních Hellboyových příběhů vychází i další spin-offy jako například série Ú.P.V.O., které rozšiřují hellboyovské universum. V ČR vydává tyto příběhy nakladatelství Comics Centrum.

### Hellboy
1. Sémě zkázy
2. Probuzení ďábla
3. Spoutaná rakev
4. Pravá ruka zkázy
5. Červ dobyvatel
6. Podivná místa
7. Pražský upír a další povídky
8. Temnota vábí
9. Divoký lov
10. Paskřivec a další příběhy
11. Ďáblova nevěsta a další příběhy
12. Bouře a běsy

Knihy jsou též sebrány ve třech dílech tzv. Pekelné knižnice (Hellboy: Kniha 1-3). Některé příběhy byly také vydány samostatně v časopise Modrá Crew.

### Mimo hlavní řadu
- Neuvěřitelné příběhy
- Půlnoční cirkus
- V Mexiku
- Vstříc mrtvým vodám
- Melouchy (sbírka povídek)

### Ú.P.V.O.
Série pojednává o dalších členech Úřadu paranormálního výzkumu a obrany. V originále B.P.R.D. - Bureau for Paranormal Research and Defense.
1. Dutozem a další povídky
2. Duše benátek
3. Žabí mor
4. Smrt
5. Černý plamen
6. Univerzální stroj
7. Zahrada duší
8. Vražedné místo
9. 1946
10. Výstraha
11. Černá bohyně
12. Žabí válka
13. 1947
14. Král strachu
15. 1948
16. Upír
17. Lidská bytost

### Abe Sapien
Abraham „Abe“ Sapien je jakýsi „rybí muž“, který vznikl z neznámých důvodů. Byl nalezen v tajné místnosti v jisté zoologické zahradě ve stejný den, kdy byl zastřelen Abraham Lincoln (tedy 15. dubna 1865) a na jmenovce u něj stálo Ichtyo Sapiens, tak vzniklo jméno Abraham Sapien.
1. Dýka z Lipu
2. S ďáblem nejsou žerty a další příběhy
3. Temní a děsiví a Nová lidská rasa

### Lovec čarodějnic
Série věnovaná viktoriánskému paranormálnímu vyšetřovateli siru Edwardu Greyovi. V originále Sir Edward Grey, the Witchfinder.
1. Ve službách andělů
2. Zatracen navěky
3. Záhada ve Vodozemí

### Humr Johnson
Série odehrávající se v předválečné Americe. Hlavní postavou je tajemný hrdina Humr Johnson. V originále Lobster Johnson.
1. Železný Prométheus
2. Klepeto spravedlnosti
3. Znamení smrti

### Sledgehammer
Sledgehammer je titán a následovník Prométhea. V knize jsou dva příběhy. První dvousešitový Sledgehammer 44 (2013, Dark Horse) se odehrává, ta-dáá, v roce 1944 v nacisty okupované Francii, a jde o origin. Druhý třísešitový příběh Blitzkrieg (2013, 2014, Dark Horse) přímo navazuje na první dva sešity a náš titán se setká s prvním Černým Plamenem, Raimundem Diestelem.
1. Sledgehammer 44

### Frankenstein
Po zápasu s Hellboyem uniká Frankenstein z děsuplné mexické laboratoře, kde byl vězněn, a objevuje podivuhodný svět v podzemí, kde se mu podaří odhalit několik neuvěřitelných tajemství záhadné říše. Ten nejpodivnější spinoff, jakého se kdy Hellboy universum dočkalo!
1. Frankenstein v podzemí